# Kerékpárutak Dunaújvárosban
Dunaújváros kerékpáros közlekedése vagy kerékpárutak Dunaújvárosban, a kiépített kerékpáros sávok sok helyen megépültek Dunaújvárosban. A fő közlekedési utak mentén végig ki vannak építve a kerékpárutak is.
A Béke körúttól kezdődően, a Dózsa György úton haladva végig lehet kerékpározni a Dunapart felső sétálóutcájáig a Panoráma útig és a Felső sétányig, az Alsó-Duna-Parti utcán sárga festés jelöli, hogy a kerékpárosok hol közlekedhetnek rajta. Ha a kerékpárosok a Dózsa György útról rákanyarodnak a Vasmű útra ott végig megépített kerékpárutat találnak. A Vasmű úton és a Vasmű úttal párhuzamos úton a Duna felé a kerékpársáv belvárosi része felrepedezett és résekkel tagolt. 
Az Építők útja és a Dózsa György út kerékpárútjának aszfaltfelülete nagyon kátyús és darabos összehasonlítva az autóutakkal. Sok helyen nincsenek a kerékpárutak egy szintbe hozva a kereszteződés útjaival, a padkák sokszor élesek, még a Dózsa György úti kerékpárúton is, ami az egyik legforgalmasabb szakasz. A legörbített padka, ami nem a hagyományos éles padka szintén veszélyforrás, gyakori a gumidefekt. Az íves padka lenne az ideális megoldás.
A Kossuth Lajos utca nem forgalmas, ezért kiválóan alkalmas kerékpározásra is. Dunaújváros Belvárosában a Városházatéren van kerékpártároló. Dunaújváros Belvárosától az Aranyvölgyi út mellett egy rövid szakaszon van kerékpárút, majd a járdán lehet azoknak közlekedni, akik az autóúton nem érzik magukat biztonságban. 
Az Aranyvölgyi út és a Baracsi út kereszteződésénél az Aranyvölgyin van még egy szakasz, ahol kicsi a gyalogosforgalom és biciklizhető a járda. A Szalki-sziget kerékpározható, mert nem forgalmas az útja. A Dózsa Mozi Centrumnál és az italozóval felújított téren, ahol így két kávézó van a távolsági buszmegállóval szemben nincs biciklitároló, pedig nagyon sok fiatal kerekezik arrafelé.

## Viakolor- os kerékpárút
A Béke városrész Interspar buszmegállójától a Baracsi út felé kanyarodva a körforgalom körül a Dózsa György úton a legközelebbi kollégium sportpálya magasságáig a kerékpársáv sárga Viakolor festékkel kerékpárosoknak van kijelölve, hossza körülbelül 250 méter. A Dózsa György út mellett a Lórántffy Szakközépiskolánál, ahol völgy van két oldalt a Dózsa György útnál a kerékpárút szintén viakoloros, körülbelül 110 méter hosszú szakasz. A Dózsa György úton továbbhaladva a Dunaújvárosi Főiskola kollégiumai előtt haladva, végig a Városháza térig van kerékpárút. Minősége vitatható. A viakoloros rész megfelelő a kerékpározás számára, csak nem az a kijelölt kerékpárút, amely időnként feltöredezett, a javítások látszanak és nem simulnak össze, rések vannak.
A Dózsa György út északi oldalán szintén vannak viakoloros részek, de váltakoznak az aszfaltosakkal. A padkákat átalakították, az út és a járda közötti részen van padka csak kisebb, mint korábban, ugyanúgy kidurranhat rajta a kerék, csak kisebb az esély rá. A Városháza tértől északra 2014 októberében átadott körforgalom körül viszont megoldott a Viakoloros kerékpárút, sőt a padka is teljesen átmenetes a kerékpárút és az úttest között.

## Dunaújváros járás kerékpárral
Dunaújvárosból a legkönnyebben megközelíthető település kerékpárral Rácalmás. Egy szakasz problémás csak: van egy domb, ahol kavicsos földút van, még sima aszfalt sincs. Rácalmás Duna parti kerékpáros szakasza kellemes, padok, régi utcalámpák teszik hangulatossá a fákkal övezett Duna-menti szakaszt.